# 高砂市立北浜小学校
高砂市立北浜小学校（たかさごしりつきたはましょうがっこう）は、兵庫県高砂市北浜町北脇に所在する公立小学校である。

## 沿革
公式サイトの沿革による。
- 1892年（明治25年）9月1日 - 北浜尋常小学校が開校。
- 1907年（明治40年）4月1日 - 高等科を併置し、北浜尋常高等小学校と改称。
- 1915年（大正4年）4月1日 - 北浜裁縫学校を設置。のちに北浜実習補習学校、北浜商業補習学校と改称。
- 1941年（昭和16年）4月1日 - 国民学校令により、北浜国民学校と改称。
- 1947年（昭和22年）4月1日 - 学制改革により、北浜村立北浜小学校と改称。
- 1949年（昭和24年）4月11日 - 北浜保育園を併設（のち移転、現在の北浜こども園）。
- 1957年（昭和32年）3月10日 - 印南郡北浜村が高砂市へ編入されたのに伴い、高砂市立北浜小学校と改称。
- 1963年（昭和38年）7月27日 - プール竣工。
- 1991年（平成3年）9月8日 - 創立百周年記念式典を挙行。
- 2007年（平成19年）12月 - 兵庫県学校歯科保健優良校表彰

## 通学区域
- 高砂市
  - 北浜町西浜、北浜町北脇、北浜町牛谷[2]

進学先中学校の変遷
- 1947年度 - 北浜村立北浜中学校（北浜小に併設）
- 1948年度~1974年度 - 組合立大塩中学校
- 1975年度~現行 - 高砂市立鹿島中学校[2]

## 著名な出身者
- 鶴岡一成 - 元プロ野球選手、コーチ

## アクセス
- 山陽電鉄本線 大塩駅から北西へ900m
- じょうとんバス（高砂市コミュニティバス） 北脇南バス停（41系統）から南東へ200m
- 兵庫県道399号大塩別所線沿い

## 通学区域が隣接している学校
- 高砂市立曽根小学校
- 高砂市立中筋小学校
- 姫路市立別所小学校
- 姫路市立的形小学校
- 姫路市立大塩小学校